# Zeilen op de Olympische Zomerspelen 1932

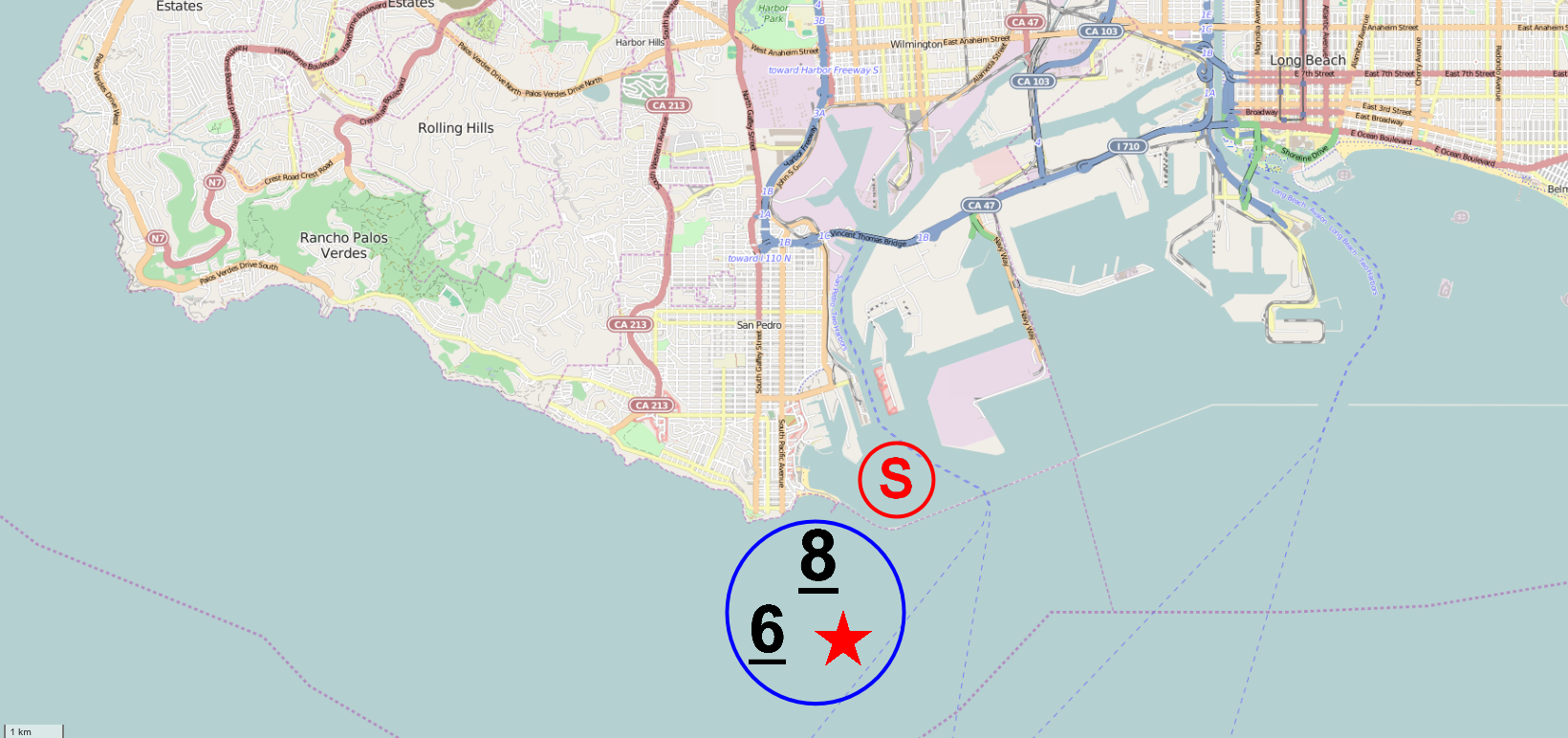
de locatie van de zeilwedstrijden

Zeilen is een van de sporten die beoefend werden tijdens de Olympische Zomerspelen 1932 in Los Angeles.
Er werd in vier klassen om de medailles gestreden, alleen door mannen.
Voor Nederland behaalde Bob Maas een zilveren medaille bij de Eenmans Olympiajol. België behaalde geen medailles bij deze Olympische zeilwedstrijden.

## Uitslagen

### Eenmans Olympisch Monotype
| rang   | sporter          | land      |
| ------ | ---------------- | --------- |
| Goud   | Jacques Lebrun   | Frankrijk |
| Zilver | Bob Maas         | Nederland |
| Brons  | Santiago Cansino | Spanje    |

### Star klasse
| rang   | sporter                              | land             |
| ------ | ------------------------------------ | ---------------- |
| Goud   | Andrew Libano/Gilbert Gray           | Verenigde Staten |
| Zilver | Colin Ratsey/Peter Jaffe             | Groot-Brittannië |
| Brons  | Gunnar Asther/Daniel Sunden-Cullberg | Zweden           |

### 6m klasse
| rang   | sporter                                                                                  | land             |
| ------ | ---------------------------------------------------------------------------------------- | ---------------- |
| Goud   | Martin Hindorff/Åke Bergqvist/Tore Holm/Olle Åkerlund                                    | Zweden           |
| Zilver | Robert Carlson/Charles Smith/Emmett Davis/Frederic Conant/Temple Ashbrook/Donald Douglas | Verenigde Staten |
| Brons  | Gardner Boultbee/Gerald Wilson/Kenneth Glass/Philip Rogers                               | Canada           |

### 8m klasse
| rang   | sporter | land             |
| ------ | --- | ---------------- |
| Goud   | Owen Churchill / John Biby / Alphonse Burnand / Kenneth Carey / William Cooper / Pierpont Davis / Carl Dorsey / John Huettner / Richard Moore / Alan Morgan / Robert Sutton / Thomas Webster | Verenigde Staten |
| Zilver | Ernest Cribb/Peter Gordon/George Gyles/Ronald Maitland/Harry Jones/Hubert Wallace | Canada           |
| Brons  | Niet uitgereikt | ---              |

## Medaillespiegel
| rang   | land             | goud | zilver | brons | total |
| ------ | ---------------- | ---- | ------ | ----- | ----- |
| 1      | Verenigde Staten | 2    | 1      | 0     | 3     |
| 2      | Zweden           | 1    | 0      | 1     | 2     |
| 3      | Frankrijk        | 1    | 0      | 0     | 1     |
| 4      | Canada           | 0    | 1      | 1     | 1     |
| 5      | Groot-Brittannië | 0    | 1      | 0     | 2     |
| 5      | Nederland        | 0    | 1      | 0     | 1     |
| 7      | Spanje           | 0    | 0      | 1     | 1     |
| totaal | totaal           | 4    | 4      | 3     | 11    |

Athene 1896 · 
Parijs 1900 · 
St. Louis 1904 · 
Londen 1908 · 
Stockholm 1912 · 
Antwerpen 1920 · 
Parijs 1924 · 
Amsterdam 1928 · 
Los Angeles 1932 · 
Berlijn 1936 · 
Londen 1948 · 
Helsinki 1952 · 
Melbourne 1956 · 
Rome 1960 · 
Tokio 1964 · 
Mexico-stad 1968 · 
München 1972 · 
Montréal 1976 · 
Moskou 1980 · 
Los Angeles 1984 · 
Seoel 1988 · 
Barcelona 1992 · 
Atlanta 1996 · 
Sydney 2000 · 
Athene 2004 · 
Peking 2008 · 
Londen 2012 · 
Rio de Janeiro 2016 · 
Tokio 2020 · 
Parijs 2024 · 
Los Angeles 2028

Medaillewinnaars
American Football (demonstratie) · Atletiek · Boksen · Gewichtheffen · Hockey · Lacrosse (demonstratie) · Kunstwedstrijden · Moderne vijfkamp · Paardensport · Roeien · Schermen · Schietsport · Schoonspringen · Turnen · Waterpolo · Wielersport · Worstelen · Zeilen · Zwemmen